# حدال
حُدَال جنس من كاسيات البذور تنتمي إلى فصيلة الخبازية. أنواعها نباتاتٌ عشبية واسعة الانتشار، معظمها بري وبعضها زراعي تزيني. أوراقها معنقة متعاقبة مفصصة النصل. إزهرارها لاقياسي التجميع والارتكاز. أزهارها مختلفة الألوان مستعرضة البتلات.